# Implantation

Olika delar av implantation och embryogenesen på engelska.

Implantationen, eller nidationen, är den process vari det tidiga embryot, då kallad blastocyst, fäster vid och gräver sig in i mucosan på livmoderväggen. Detta behövs för att embryot skall kunna bilda de kärl som behövs för att överföra näringsämnen mellan modern och embryot under tillväxten.
Implantationen sker ungefär sex till sju dagar efter befruktning, då morulan efter ett antal isovolumetriska delningar gjort sig av med dess omgivande zona pellucida. Efter detta följer ett antal delningar, som kommer att ge upphov till en vätskefylld cellmassa med två cellager, trofoblast och embryoblast. Cellmassan kallas då för blastocyst, och har två poler, dels en embryonal pol, vilket är den del av cellen där embryoblastcellerna samlats, dels en adembryonal pol, som är motsatt sida. 
Blastocysten fäster med embryonala polen mot mucosaväggen i endometriet och börjar gräva sig in i mucosaväggen. Detta sker genom att celler från trofoblastet delar sig och bildar ett så kallat cytotrofoblastlager. Dessa celler smälter samman, vilket bildar en multinukleär zon kallad syncytotrofoblast mellan blastocysten och cellväggen. Syncytotrofoblastet är väldigt invasivt och arbetar sig in genom mucosaväggen tills hela blastocysten är omsluten av endometrieväggen.
Syncytotrofoblastet får även blodkärlen i endometriet att expandera och bilda blodfyllda lacunae, detta gör att syncytotrofoblastet slutar gräva sig in i mucosaväggen. Blodet som läcker ut i lacunerna runtom blastocysten kan även läcka ut i livmodern. Denna blödning kan vara så omfattande att det kommer ut lite blod, vilket kan misstas för en abnormal menstruationsperiod.
Vissa cytotrofoblastceller differenterar till så kallade decidualceller, som börjar forma ett cellmatrix runtom embryot, och till sist omsluter hela endometriet. Detta kallas för decidualreaktionen, och samtidigt som den sker kommer leukocyter i stromat kring embryot att ustöndra interleukin 2 som hämmar moderns immunförsvar från att angripa embryot, fram till dess att decidualcellerna helt omgett embryot. Detta eftersom embryocellerna är genetiskt olika mot moderns celler, vilket immunförsvaret känner av, och normalt hade det försökt bekämpa sådana celler. Decidualcellerna uttrycker speciella proteiner på sin yta, som gör att de inte känns igen av immunförsvaret, som därför låter embryot fortsätta utvecklas.

## Endokrina funktioner
Blastocysten och det tidiga embryot har flera funktioner. Bland annat utsöndrar det tidiga embryot humant chorioniskt gonadotropin, som stimulerar gulkroppen att fortsätta utsöndra hormonet progesteron, som gör att den tjocka endometriemucosan inte bryts ner och stöts ut i menstruation.

## Misslyckad implantation
Så många som över 50% av alla befruktade embryon lyckas inte uppnå fullständig mognad och spontanaborteras bort. Många av dessa beror på att implantationen misslyckats. Framför allt vid in-vitro befruktning så har man ofta dålig framgång, där bara 25-30% av alla befruktade ägg lyckas implantera.